# Pius Dikkers
Pius Dikkers (Engels: Pius Thicknesse) is een personage uit de serie boeken over Harry Potter van de Britse schrijfster J.K. Rowling. Het personage komt alleen voor in het laatste deel, Harry Potter en de Relieken van de Dood.
Dikkers is aan het begin van het boek nog hoofd van de Afdeling voor Magische Wetshandhaving op het Ministerie. Hij wordt vervolgens Minister van Toverkunst nadat zijn voorganger Rufus Schobbejak door Voldemorts Dooddoeners is vermoord. Dikkers verkeert echter onder de Imperiusvloek, die is uitgevoerd door Jeegers. Hij infiltreert in opdracht van Voldemort en de Dooddoeners in het Ministerie.
Tijdens de Slag om Zweinstein vecht hij mee aan de zijde van de Dooddoeners. Hij geraakt in een duel met Percy Wemel en wordt door hem Getransfigureerd in een zee-egel. Wanneer aan het einde van het boek Voldemort om het leven komt wordt de Imperiusvloek opgeheven.
Romeo Wolkenveldt volgt hem op als Minister van Toverkunst.